# Bitte Andersson
Pour les articles homonymes, voir Andersson.
Bitte Andersson, née Britt-Inger Elisabeth Andersson à Stjärnhov (Suède) le 31 août 1981, est une actrice, scénariste et réalisatrice suédoise, connue pour avoir réalisé Dyke Hard (2014).

## Filmographie partielle

### Au cinéma

#### Comme actrice
- 2006 : Poultrygeist: Night of the Chicken Dead : ponds un œuf
- 2008 : HallonTV (série télévisée)
- 2010 : Milksops : Sugar Daddy (court-métrage)
- 2011 : Missfostrad : la vieille femme (court-métrage)

#### Comme réalisatrice
- 2014 : Dyke Hard : la femme qui fait laver sa voiture / prisonnier qui a sa tête écrasée[1]